# 伊索拉尼宫

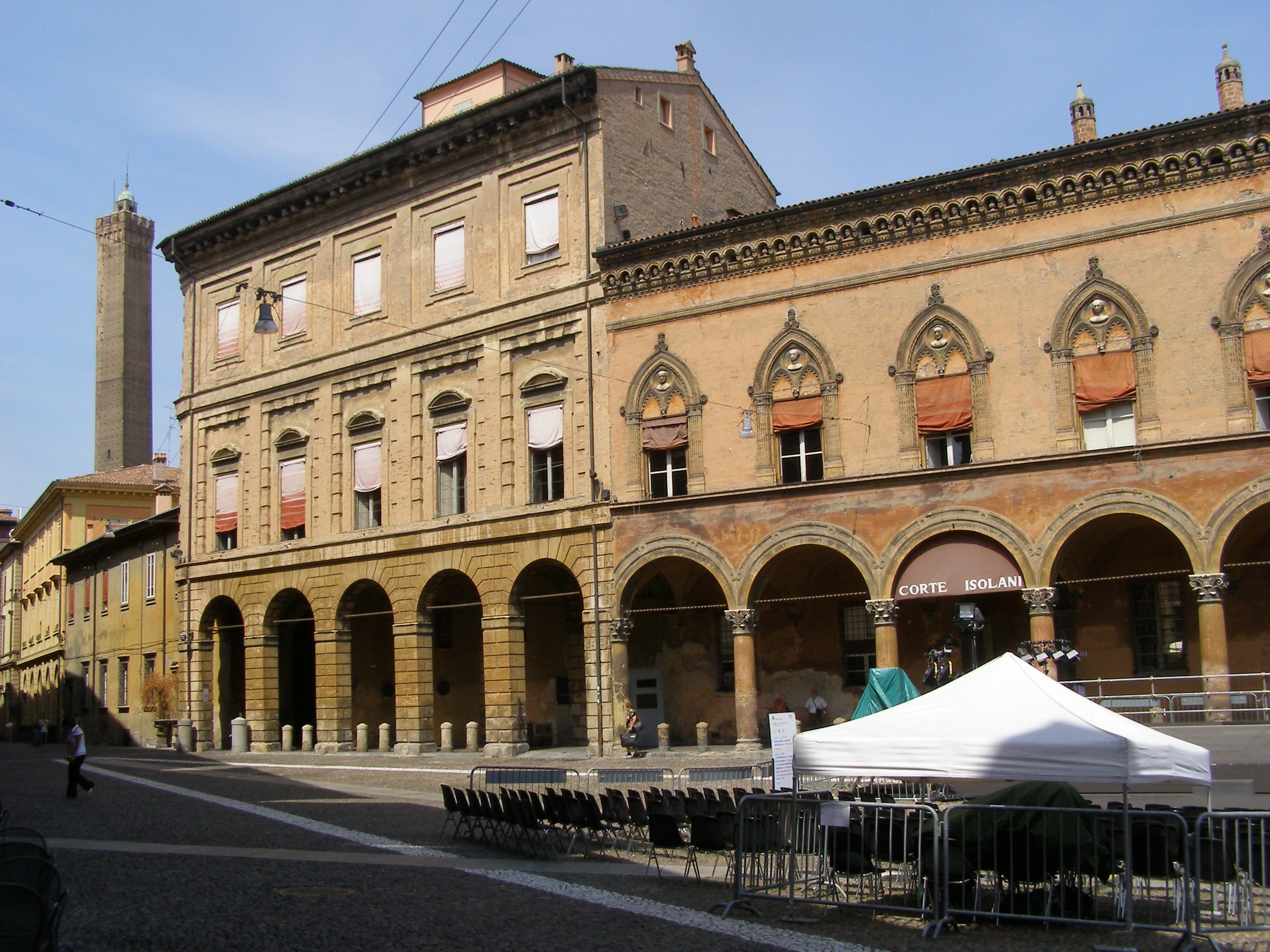
伊索拉尼宫(左) 和博洛格尼伊索拉尼宫(右)

伊索拉尼宫（Palazzo Isolani）是一座兼具哥特式建筑和文艺复兴建筑风格的宫殿，位于意大利艾米利亚-罗马涅大区博洛尼亚市中心的圣斯德望街（Via Santo Stefano）16号，面向圣斯德望广场（Piazza Santo Stefano）。

## 历史
这座宫殿由来自菲耶索莱的帕尼奥·迪·拉波·波蒂吉尼亚尼在1451-55年设计，房主博洛格尼家族是一个因丝绸贸易而致富的参议员家族。 底层门廊设有科林斯柱廊，与上层之间用壁带分割。上面的窗户是带拱的直棂窗。在19世纪，上层的窗拱内增添了半身像，让人想起广场对面博洛尼亚尼·阿莫里尼·萨利纳宫（Palazzo Bolognini Amorini Salina）的影响。。
在18世纪，这座宫殿由来自塞浦路斯岛的参议员伊索拉尼家族收购。他们的后代仍然拥有这座建筑。 其内部的拱廊街伊索拉尼阁（Corte Isolani）内开设商店和精品酒店。